# Think (Information Society)
Think è un singolo del gruppo musicale statunitense Information Society, pubblicato nel 1990 come primo estratto dal secondo album in studio Hack.

## Successo commerciale
Il singolo ottenne grande successo negli Stati Uniti e nei Paesi Bassi.